# Smiggin Holes
Smiggin Holes ist ein Skigebiet und ein Ferienort in den Snowy Mountains in New South Wales, Australien, der sich im Snowy River Shire befindet. Der Ferienort wird vor allem im Winter besucht. Er liegt im Kosciuszko National Park und wird vom New South Wales Department of Environment and Climate Change verwaltet. Erreicht werden kann Smiggin Holes auf einer Straße. Da Fahrzeuge im Winter dort nachts nicht geparkt werden dürfen, gibt es einen kostenlosen Transfer. 
Smiggin Holes ist eines der vier Feriendörfer des Perisher-Skiresorts. Es liegt auf 1.680 Metern Höhe.
Der Name Smiggin Holes ist schottischen Ursprungs. Hunderte von Rindern, die an diesem Ort von den Viehzüchtern platziertes Salz leckten, formten mit ihren Hufen Bodensenken, die the smiggin holes genannt wurden. Seit 1939 wird die Gegend für Skisport genutzt, als ein Café errichtet wurde, um die Skiläufer auf dem Weg zum Charlotte Pass und Mount Kosciuszko zu verpflegen.